# 馬多納區
馬多納區是拉脫維亞東部的一個已废置的區份。面積3,349.3平方公里。人口44,306人。区府馬多納。下分4市20村。
拉脫維亞於2009年撤销了所有的区份，并改制为市镇。